# Opéra-Musette
Pour plus de détails, voir Fiche technique et Distribution.
Opéra-Musette est un film français réalisé par René Lefèvre, sorti en 1942.

## Synopsis
Un musicien ambulant est pris pour un compositeur célèbre. Quiproquos, musique et comédie.

## Fiche technique
- Titre : Opéra-Musette
- Réalisation : René Lefèvre ; conseiller technique : Claude Renoir aîné
- Assistant réalisateur : Gilles Margaritis
- Scénario : René Lefèvre
- Musique : Georges Auric
- Décors : Lucien Aguettand
- Photographie : Joseph-Louis Mundwiller, Claude Renoir
- Son : Pierre Calvet
- Montage : Suzanne de Troye
- Production : Raymond Borderie
- Directeur de production : Jean Faurez
- Société de production : Pathé
- Société de distribution : Pathé Consortium Cinéma
- Pays d'origine :  France
- Format : Noir et blanc - 35 mm - 1,37:1 - Mono
- Genre : Film musical
- Durée : 90 minutes
- Dates et lieu de tournage : du 20 septembre 1942 à octobre 1942 aux Studios de Joinville
- Date de sortie : 
  - France - 18 février 1942
- Classification : tous publics

## Distribution
- René Lefèvre : Marcel Lampluche, un accordéoniste ambulant
- Paulette Dubost : Jeanne Honoré, la fille d'Honoré
- Saturnin Fabre : Monsieur Honoré, un bourgeois qui prépare un opéra
- Marguerite Ducouret : Madame Honoré, la mère de Jeanne
- Maurice Teynac : Maxence Leroy, un compositeur candidat au suicide
- Marcel Vallée : Bouchon, le pharmacien
- Raymond Bussières : le coiffeur
- Lucien Coëdel : Léon, le cafetier-hôtelier du village
- Ginette Baudin : Claire
- Léon Larive : Marcenac
- Gilles Margaritis : Marga
- Marguerite Louvain : Louise
- Paul Faivre : un gendarme
- Janine Guyon : Nanette
- Fernand Rauzena : Brindolin
- André Carnège
- André Zibral [1] : Piffon